# Jeong Mong-Ju

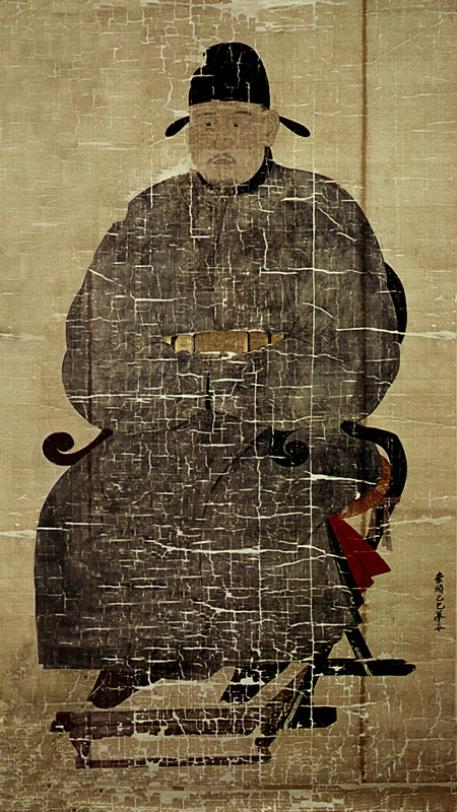
Jeong Mong-Ju

Jeong Mong-ju (coreeană:정몽주, 1337 - 1392) a fost un politician și om de știință coreean din perioada dinastiei Goryeo. A fost ultimul prim-ministru al dinastiei Goryeo, între anii 1390 și 1392. A scris sub pseudonimul Poeun(포은).

## Opera
- Dansimga (단심가)
- Chun heung (춘흥, „Senzație de primăvară”)